# McLaren F1
La McLaren F1 è un'automobile sportiva ad elevate prestazioni costruita all'inizio degli anni novanta dalla casa automobilistica britannica McLaren.
Prodotta in 106 esemplari dal 1993 al 1998, ha fatto registrare nel 1998 il record velocistico per una vettura stradale con una velocità massima di 386,7 km/h,, rimanendo l'auto stradale con motore ad aspirazione naturale più veloce mai costruita e viene da molti ritenuta una delle pietre miliari nella storia della tecnologia automobilistica.

## Il contesto
Alla fine degli anni ottanta, la McLaren decise di impegnarsi nella produzione di una vettura sportiva stradale dalle caratteristiche e dalle prestazioni estreme e nel marzo 1990 fu creato il gruppo di lavoro che avrebbe realizzato questo progetto.

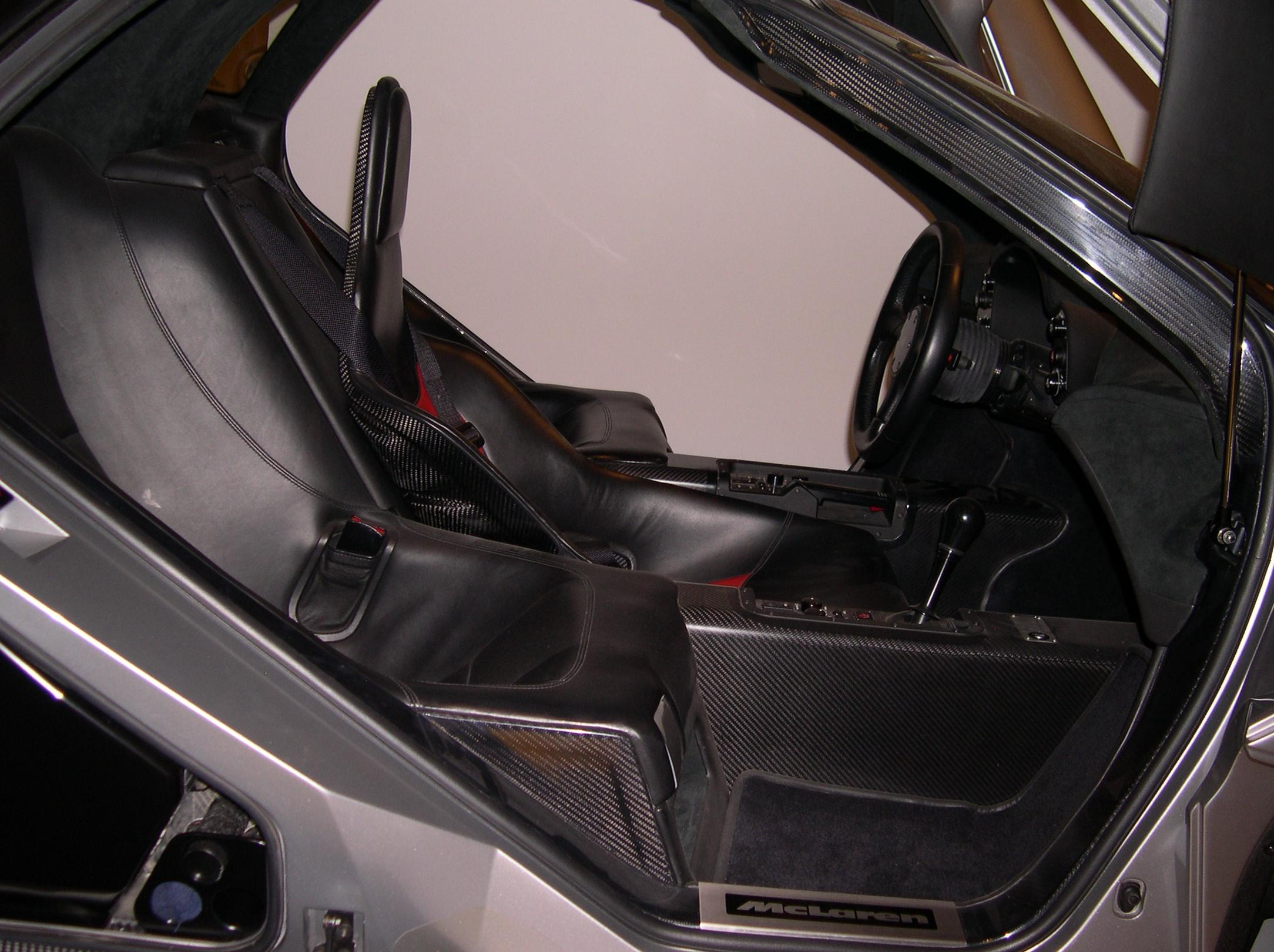
Dettaglio dell'abitacolo a tre posti

Lo sviluppo fu affidato a un team di 7 progettisti diretti dall'ex ingegnere di Formula 1 Gordon Murray. Nelle intenzioni del progettista la F1 avrebbe dovuto essere una vettura Gran Turismo ad alte prestazioni, ma dotata di tutto il necessario per rendere la vita a bordo relativamente confortevole per tre persone (il posto guida è in posizione centrale). L'auto non fu concepita originariamente per un uso agonistico e in relazione alle prestazioni assicurava un livello di praticità e comfort sconosciuto alle dirette concorrenti dell'epoca essendo dotata, tra l'altro, di rifiniture molto curate e di due spaziosi vani bagagli. Nonostante la vocazione da Gran Turismo e grazie all'utilizzo di tecnologie futuristiche la vettura aveva una massa di poco superiore ai 1.100 kg in ordine di marcia con un rapporto peso/potenza di appena 1,75 kg/CV, che si traduceva in prestazioni superiori a quelle di ogni altra vettura stradale sino ad allora realizzata. La vettura è spinta da un propulsore realizzato appositamente dalla BMW: un V12 con una cilindrata di 6 litri e potenza massima di 627 CV nella configurazione standard.

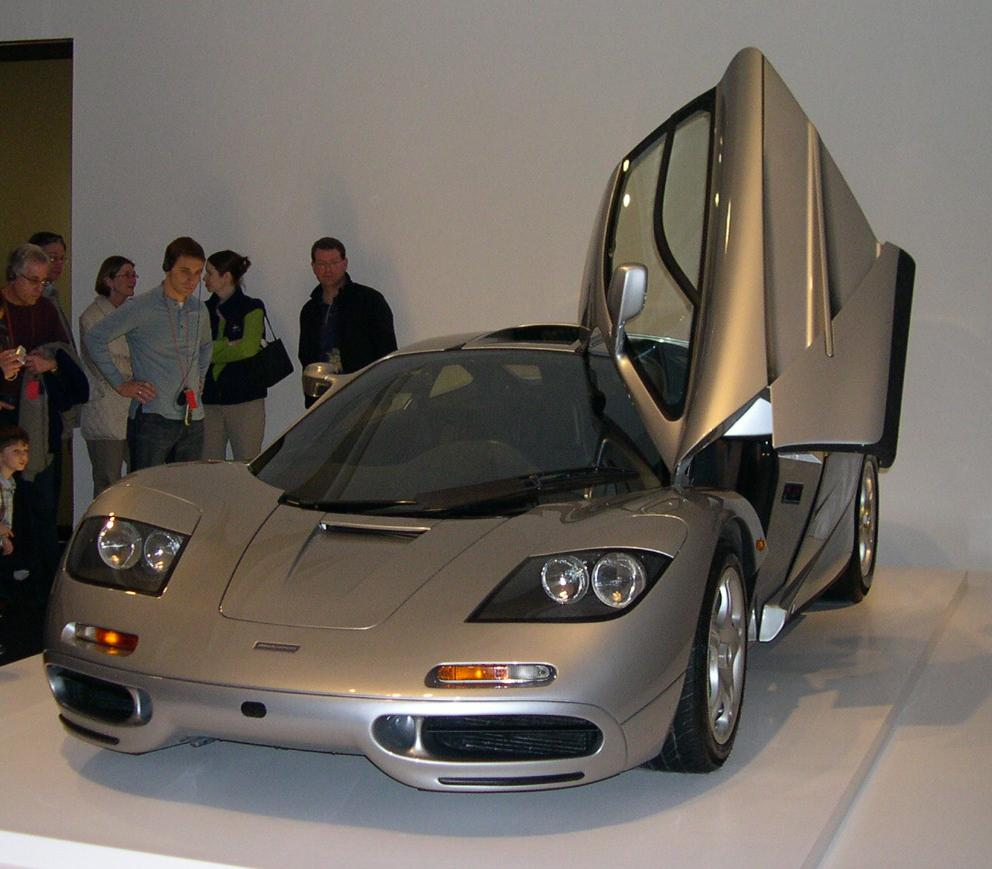
La vettura fu tra le prime ad adottare le portiere ad ali di farfalla

La McLaren F1 stradale fu presentata al pubblico a Monte Carlo il 28 maggio 1992, mentre la prima vettura di serie fu consegnata nel dicembre 1993.
Vetture costruite:
- McLaren F1 (1993-1998) (vettura stradale, 64 esemplari)
- McLaren F1 GTR (1995-1997) (vettura da competizione, 28 esemplari)
- McLaren F1 LM (1996) (vettura stradale, 5 esemplari)
- McLaren F1 GT (1997) (vettura stradale, 3 esemplari)

## Specifiche tecniche di base

### Motore

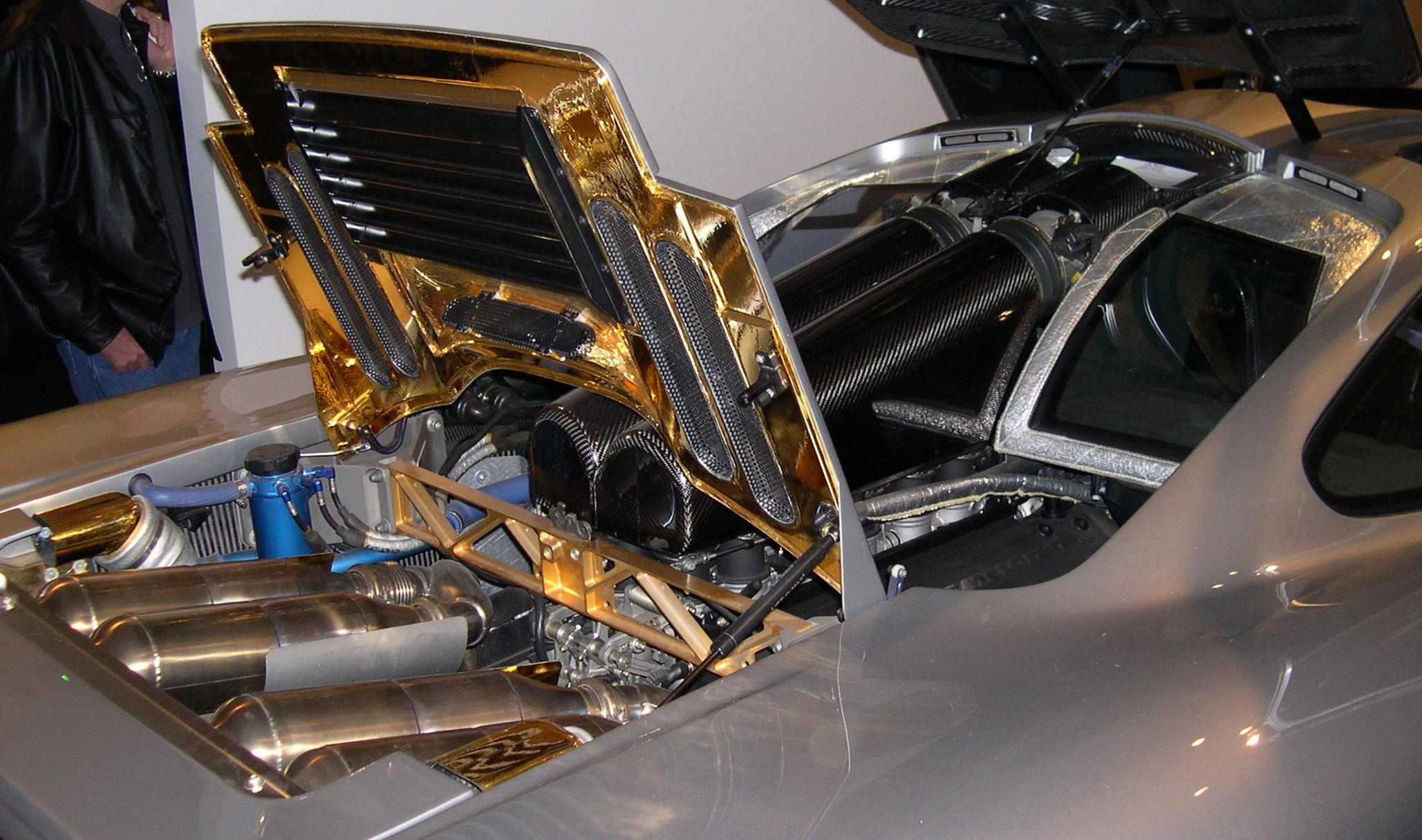
Dettaglio del vano motore di una Mclaren F1; notare i rivestimenti isolanti termici per motore e scarico realizzati in oro 24 carati

Il propulsore BMW, denominato s70/2, si trova in posizione centrale-posteriore. Si tratta di un 12 cilindri a V di 60°, con una cilindrata di 6.064 cm³ (86 mm di alesaggio x 87 mm di corsa). Le testate dispongono di 2 alberi a camme ognuna e un sistema di fasatura variabile, la distribuzione è 4 valvole per cilindro (per un totale di 48 valvole).
Per risparmiare sul peso non si è lesinato sull'utilizzo di leghe metalliche sofisticate, come per i pistoni in lega di alluminio.
A seconda delle varianti eroga dai 627 CV, a 7.500 giri/min, ai 680 CV, a 7.800 giri/min.
Le F1 GTR da competizione montavano l'unità S70/3, identica alla precedente tranne qualche piccolo adattamento ai regolamenti sportivi: la potenza massima di circa 600 CV a 7.500 giri/min limitata da flange poste sui collettori di aspirazione. Nell'ultimo anno di produzione della F1 GTR, la cilindrata dovette essere ridotta a 5.990 cm³ esclusivamente per fini agonistici, riguardanti i regolamenti ACO.

### Trasmissione
La F1 ha un cambio manuale a sei marce montato longitudinalmente e una frizione a tre dischi in carbonio che deve essere sostituita ogni 5.000 km. Tuttavia il conduttore, e noto collezionista di automobili, Jay Leno ha sottolineato come sia falso che la frizione debba essere sostituita dopo soli 2-3 anni. Il differenziale è a slittamento limitato.

### Telaio
La F1 è stata la prima automobile stradale dotata di scocca autoportante in fibra di carbonio. Può ospitare tre persone, con il guidatore posizionato al centro e un passeggero su ciascun lato, leggermente arretrati. Questo fa della F1 una delle poche vetture sportive prodotte in serie a tre posti, insieme alla Matra-Simca Bagheera e la Talbot-Matra Murena, che però non hanno il guidatore in posizione centrale. Si è scelta questa configurazione per ottimizzare la distribuzione delle masse. La F1 è stata la prima auto stradale dotata di fondo profilato per effetto suolo con aerodinamica attiva: un sistema di ventole controlla lo spessore dello strato limite nel sottoscocca per ottimizzare l'effetto suolo, mentre un freno aerodinamico viene azionato automaticamente per rendere il retrotreno della vettura stabile durante le frenate ad alta velocità.

## Versioni stradali

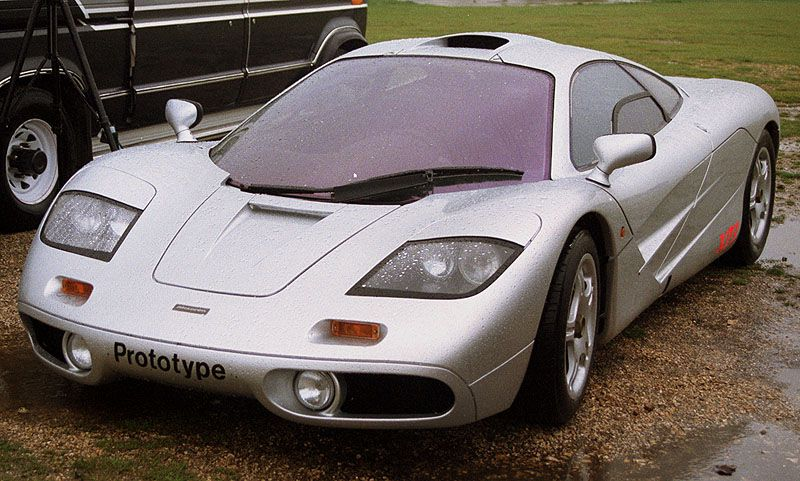
Il prototipo XP3

### McLaren F1
La produzione della F1 stradale è stata preceduta da 5 prototipi di collaudo:
- XP1: andata a fuoco e distrutta dopo tre mesi
- XP2: usata come vettura per le prove d'impatto
- XP3: usata per una prova continua ad alta velocità (371,8 km/h) sul circuito di Nardò
- XP4 e XP5: usate per scopi di marketing

Commercialmente non fu un grande successo, ne vennero prodotti 64 esemplari, ma fissò i nuovi limiti per le supercar, stabilendo record che sarebbero rimasti imbattuti per anni. Infatti nel marzo 1998 il prototipo XP5 della F1 pilotato da Andy Wallace, fece registrare 386,403 km/h sul lunghissimo rettilineo (9 km) del tracciato tedesco di Ehra-Lessien, di proprietà della Volkswagen, ed è stata così per 14 anni l'automobile stradale più veloce mai prodotta, superata solo recentemente da vetture sportive molto più potenti. La F1 rimane comunque l'auto stradale a motore aspirato più veloce al mondo, in virtù di una curatissima aerodinamica che si avvale anche di un sofisticato sistema di controllo attivo dello strato limite sul sottoscocca, tramite ventole controllate da computer. La versione base, priva di ogni ala, è la più veloce grazie alla più bassa resistenza all'avanzamento.
Quasi la metà delle F1 prodotte sono state utilizzate nel campionato FIA GT, il resto è stato venduto per uso stradale.
La tecnologia futuristica, le prestazioni molto elevate, il posto guida centrale, la qualità costruttiva e il notevole palmares sportivo hanno permesso alla F1 di entrare nella storia dell'automobilismo e di rimanere a tutt'oggi un riferimento nell'ambito delle automobili sportive, come confermano le quotazioni di mercato molto alte di questa vettura.

#### Meccanica
La potenza massima è di 627 CV a 7.500 giri/min, mentre il peso è di 1.139 kg.

#### Prestazioni
- accelerazione 0–100 km/h: in 3,2 secondi
- accelerazione 0–160 km/h: 6,3 secondi
- accelerazione 0–200 km/h: 9,4 secondi
- accelerazione 0–300 km/h: 23,0 secondi
- ripresa 200–300 km/h: 13,6 secondi
- frenata 371–0 km/h: 9 sec ca. (500 m)
- frenata 100–0 km/h: 38,2 m
- massima accelerazione laterale: 0,94 g
- 400 m da ferma: 11,1 secondi
- 1 km da ferma: 19,6 secondi con velocità d'uscita di 285 km/h
- velocità massima: 386,7 km/h

### McLaren F1 LM

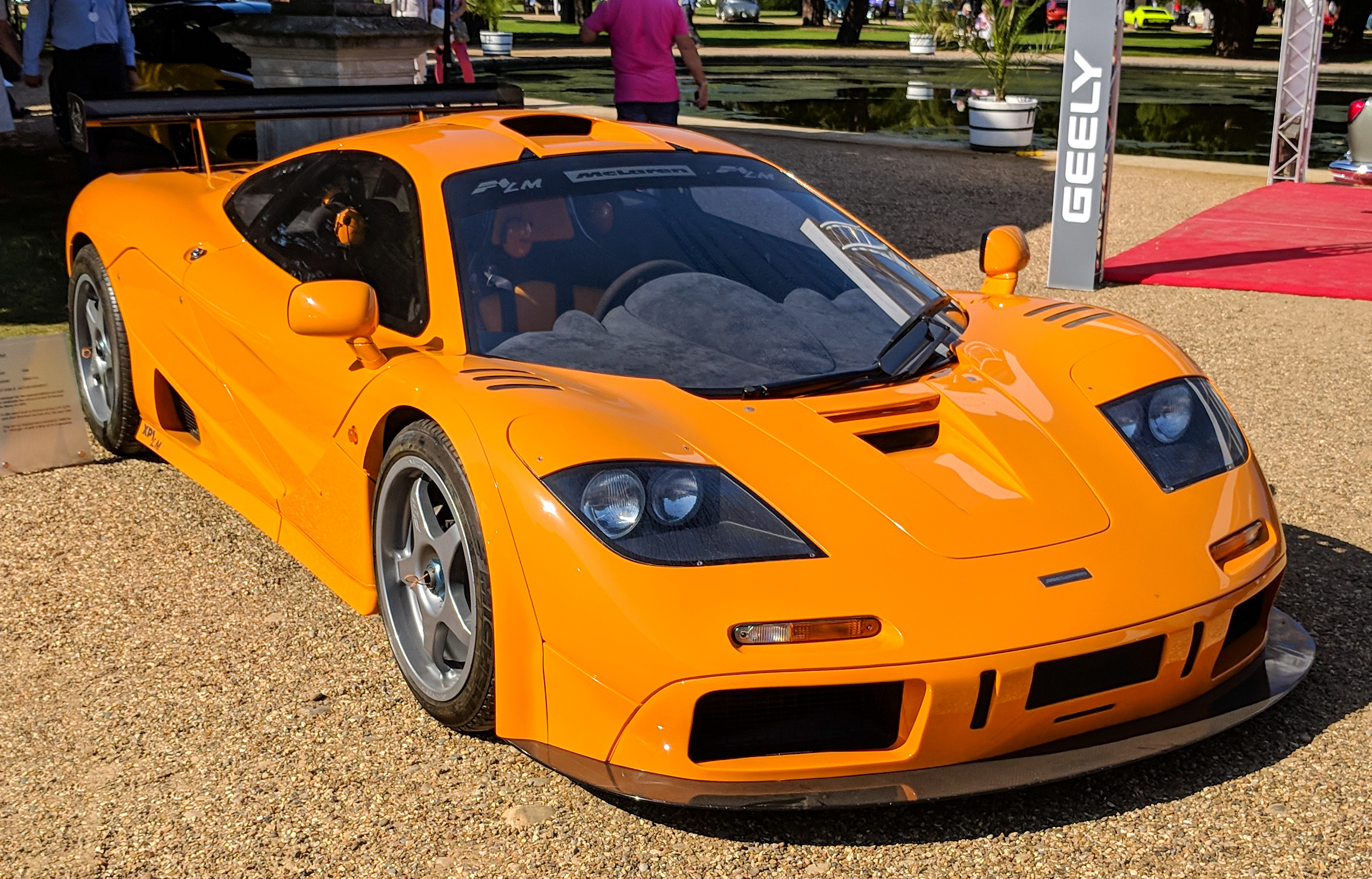
Una McLaren F1 LM

La McLaren F1 LM (Le Mans) è un'edizione celebrativa della vittoria della F1 GTR alla 24 Ore di Le Mans del 1995: i modelli realizzati furono 5, tanti quante le vetture che sono riuscite a terminare la gara. Derivata dalla GTR e modificata solo di quel tanto necessario a renderla omologabile. Il peso è di 1062 kg. Questo modello è verniciato esclusivamente di arancione, lo stesso colore delle vetture da competizione schierate dalla McLaren negli anni sessanta. Monta inoltre una aerodinamica rivista, sviluppata presso la galleria del vento della McLaren con la collaborazione del team di F1, l'aggiunta di uno spoiler anteriore e di un alettone posteriore hanno permesso di incrementare sensibilmente il carico aerodinamico.

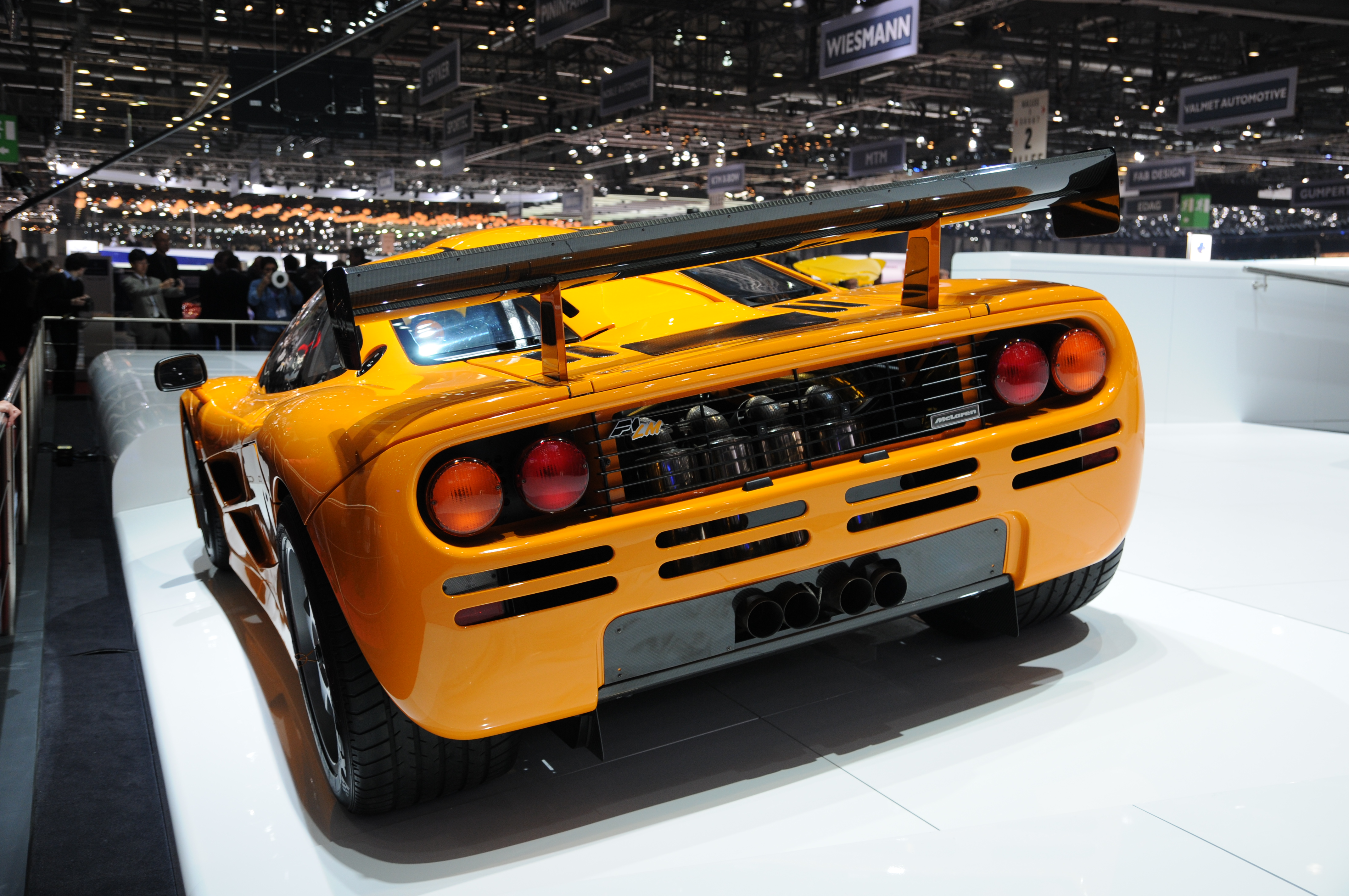
Vista posteriore

Il prezzo dichiarato era di 1.250.000 $, sebbene oggi le quotazioni dei pochissimi esemplari prodotti siano molto più alte. Tre di questi cinque esemplari sono posseduti dal Sultano del Brunei e uno è di proprietà dello stilista Ralph Lauren.
Il dirigente della McLaren Ron Dennis ha promesso un sesto esemplare, un prototipo della LM di proprietà della casa madre, al suo pilota Lewis Hamilton in caso di vittoria di due campionati di F1.

#### Meccanica

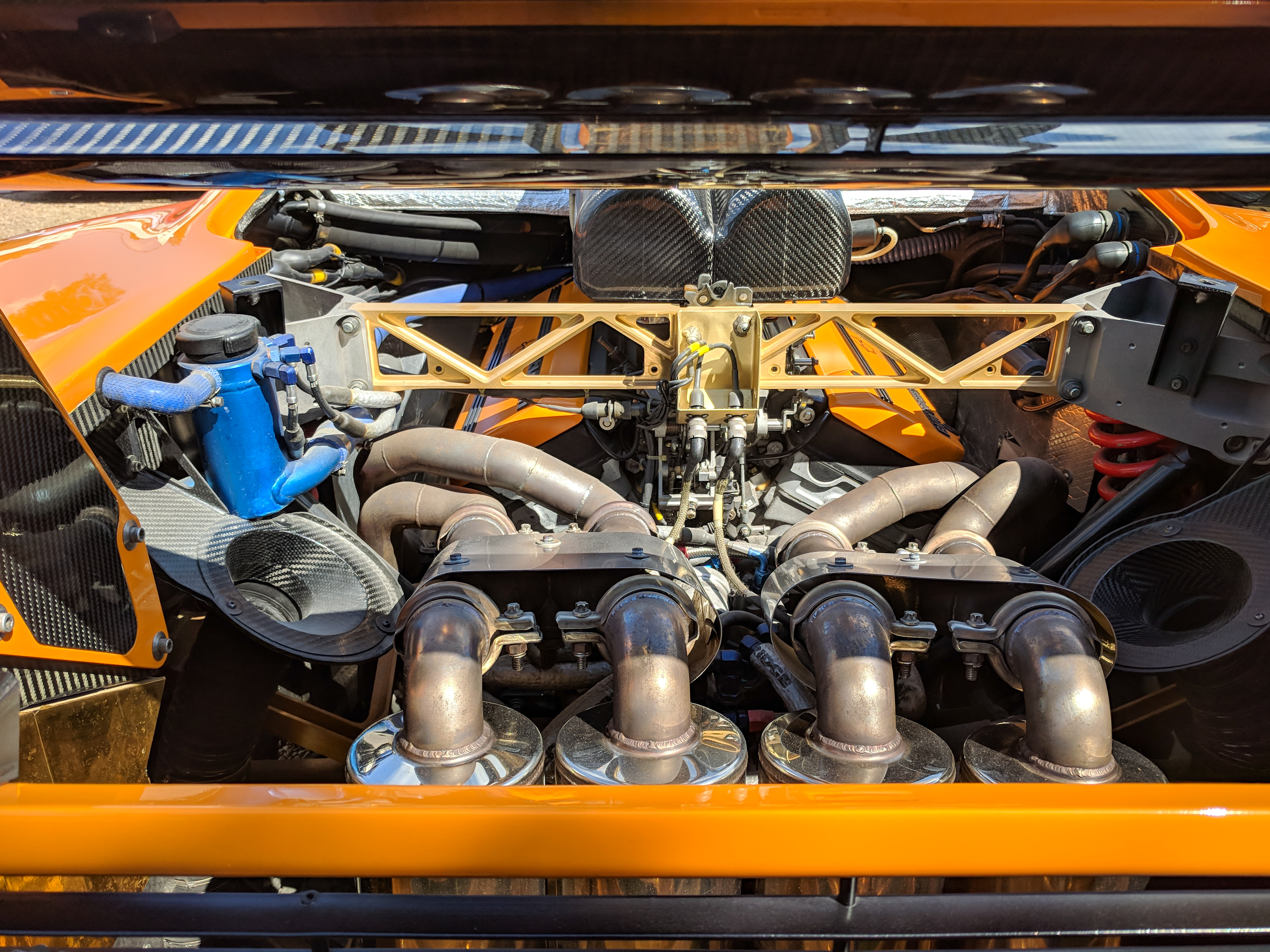
Il motore

Il motore della F1 LM è quello più potente: grazie a migliori convogliatori per l'aria di alimentazione eroga 680 CV a 7.800 giri/min ma può raggiungere gli 8.500 giri/min, contro i 636 CV a 7.500 giri/min della stessa unità S70/3 montata sulla F1 GTR limitata però dal regolamento sportivo da flangiature sui condotti di aspirazione; la coppia motrice raggiunge un picco di 705 Nm a 4.500 giri/min. La potenza superiore e il peso inferiore di 60 kg rispetto alla successiva F1 stradale le consente di essere la versione col migliore rapporto potenza-peso delle 4, e quindi quella con la migliore accelerazione. L'impianto frenante e lo sterzo sono privi di servoassistenza. 

#### Prestazioni
- Accelerazione 0–100 km/h: 2,9 secondi[9][10]
- Accelerazione 0–160 km/h (100 miglia orarie): 5,7 secondi
- Frenata 100–0 km/h: 38,2 m
- Massima accelerazione laterale: 1,2 G

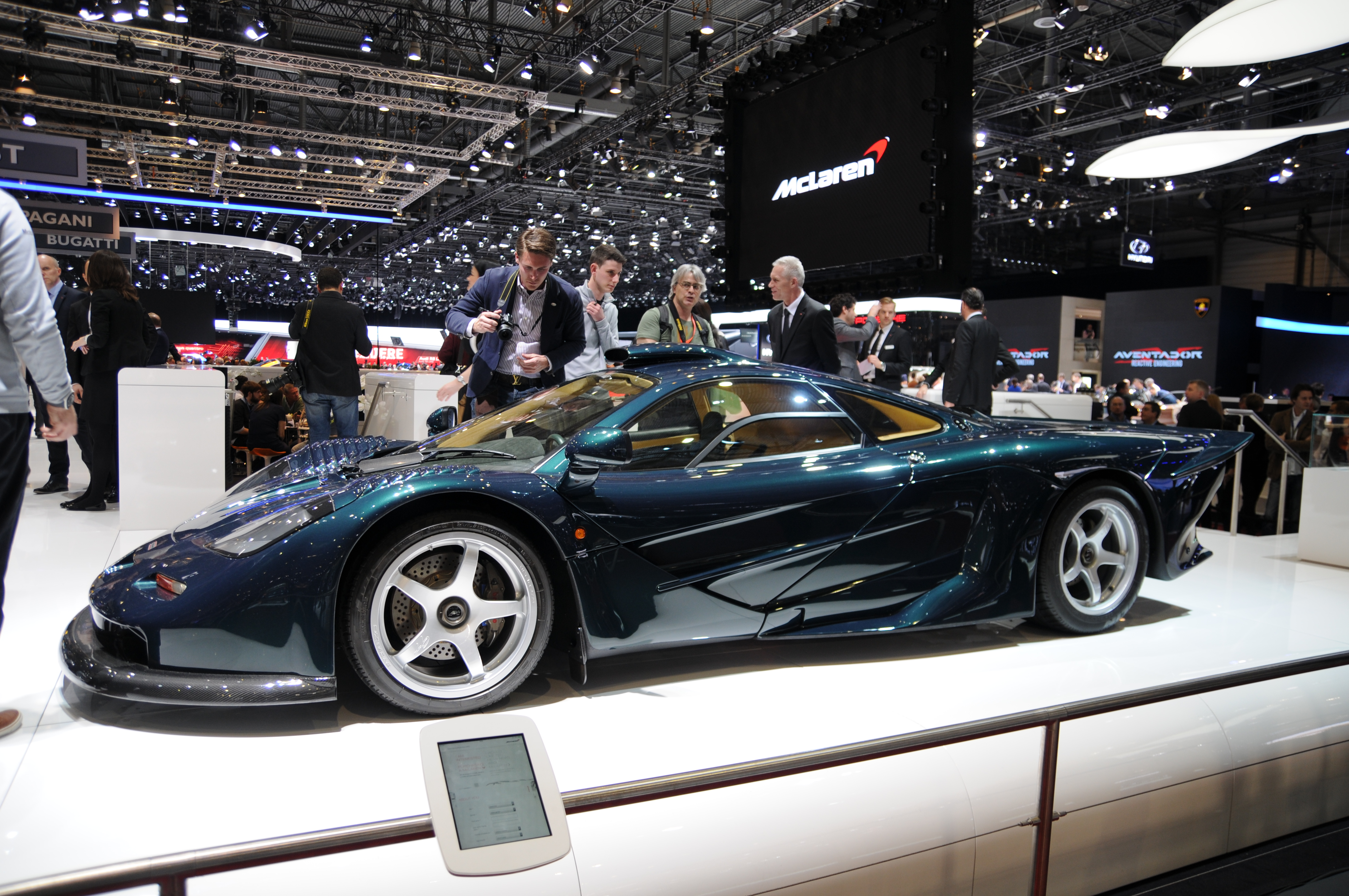
La McLaren F1 GT Longtail

- 400 m da ferma: 11,0 secondi
- Velocità massima: 362 km/h

### McLaren F1 GT
La F1 GT fu concepita sulla base della McLaren F1 con l'obiettivo di offrire lo stesso carico aerodinamico della LM ma con una resistenza all'avanzamento minore. Le modifiche erano quindi prettamente di carattere aerodinamico e non meccanico, omologate per poterle utilizzare sulle vetture da competizione di classe GT1 (perché l'allora regolamento tecnico richiedeva la produzione di almeno una vettura stradale). Ne furono costruite in tutto 3, di cui una sola con la stessa "coda lunga" vista sulle GTR longtail.
Le modifiche aerodinamiche abbassarono la velocità massima, ma la resero anche più maneggevole alle alte velocità.

## Il valore recente
Ad Agosto 2017, in occasione del concorso d'eleganza di Pebble Beach, la casa d'aste Gooding & Company ha venduto l'esemplare con telaio no.044 per la somma di 15,6 milioni di dollari.